# Ecofamily Kft.
Az EcoFamily (korábban EuroFamily) egy magyar kiskereskedelmi üzletlánc. Az Ecofamily az ajkai Napcsillag Kereskedelmi és Szolgáltató Kft. Magyarországon és számos külföldi országban bejegyzett védjegye.

## Története
A céget 2004-ben alapították Korbély György és Korbély István magyarpolányi lakosok 50 000 000 forint jegyzett tőkével.
Az első EuroFamily üzlet Várpalotán nyílt meg 2004-ben. Ezt követte Ajkán 2005 decemberében a következő üzlet, amelynek alapterületét 2007-ben 500 négyzetméteresre bővítették. A mára országos hálózattal rendelkező üzletlánc eddigi legnagyobb alapterületű üzlete, amely  1000 négyzetméter alapterületű, 2018 májusában nyílt meg Veszprémben. 2020-ban váltottak nevet EcoFamily-re.

## Díjai, elismerései
Az Aon Hewitt tanácsadó cég 2015. évi felmérése alapján a cég a legjobb 16 munkahelye közül az egyik volt.
A cég ezt a minősítést 2018-ban is kiérdemelte.

## Üzletei
- Ajka,     Hársfa u. 1. /b
- Ajka,     Szabadság tér 14.
- Balatonboglár,    Szabadság u. 6.
- Balatonfüred,     Szent István tér 5.
- Budakalász,   Omszk park 4.
- Budakeszi,    Bianka u. 1.
- Budapest (IV. kerület)    Árpád u. 183-185.
- Budapest (XI. kerület)    Hengermalom u. 19-21.
- Celldömölk,   Szalóky Sándor u. 5
- Debrecen, Kishatár út 34/b.
- Dunakeszi,    Nádas u. 8.
- Dunaújváros,  Kandó Kálmán tér 11.
- Érd,  Budai út 28.
- Esztergom,    Tölgyesi u.
- Gödöllő   Bossányi Krisztina u. 2.
- Győr, Szent István út 19-25.
- Győr, Csipkegyári u. 11.
- Kaposvár, Áchim András u 4.
- Kecskemét,    Izsáki út 12/b.(TARGET CENTER, a Tesco mellett)
- Keszthely, Murvás u. 2.
- Keszthely,    Bercsényi M. u. 65.
- Kislőd,   Kossuth Lajos utca 1.
- Kisvárda, Városmajor u. 84
- Lenti,    Templom tér 3.
- Miskolc,  Szentpéteri kapu 80/A
- Mohács,   Pécsi út 61
- Mosonmagyaróvár,  Szekeres Richárd utca 19.
- Mosonmagyaróvár,  Régi Vámház tér 5. (Ad Flexum Bevásárlóközpont)
- Nagykanizsa,  Dózsa Gy. u. 123.
- Nyíregyháza,  Törzs u. 49.
- Pápa, Celli út 73
- Pécs, Siklósi út 68/A
- Pécs, Makay István út 11/B
- Sárvár, EcoFamily üzlet   Hunyadi u. 2.
- Siófok,   Attila u. 72.
- Sopron,   Határdomb u. 1.
- Sopron,   Teleki Pál u. 21.
- Soroksár, (XXIII. kerület)    Bevásárló u. 4.
- Szeged,   Szabadkai út. 7.
- Székesfehérvár,   Szent Flórián krt. 13.
- Szekszárd,    Tartsay Vilmos u. 42.
- Szombathely,  Viktória u. 12.
- Szombathely,  Szt. Gellért u. 66.
- Tamási,   Szabadság u. 56. (DÁM üzletház)
- Tapolca,  Fő tér 12.
- Tatabánya,    Erdész u. 1.
- Tököl,    Hermina u. 1-3. (Gyártelep- SZIGET CENTER)
- Várpalota,    Szabadság tér 7.
- Vecsés,   Fő út 246-248,
- Veszprém, Dornyai Béla u. 3.
- Veszprém, Kossuth Lajos utca 6.
- Zalaegerszeg, Átkötő u. 2.
- Zalaegerszeg, Széchenyi tér 2.
- Zirc, Rákóczi tér 14/b.